# Color
Color a fost o trupă de visual kei formată în anul 1985.

## Membrii trupei
- Dynamite Tommy - voce
- Niimi - chitară
- Cindy - chitară
- Marry - chitară bas
- Toshi - baterie